# Castleton (Vermont)
Castleton település az Amerikai Egyesült Államok Vermont államában, Rutland megyében. Lakosainak száma 4458 fő (2020. április 1.).

## Népesség
A település népességének változása:

| 2010 | 4 717 |
| 2020 | 4 458 |